# Скотт Томас, Кристин
Дама Кристин Энн Скотт Томас (англ. Kristin Ann Scott Thomas; род. 24 мая 1960, Редрут, графство Корнуолл, Великобритания) — британская актриса и режиссёр, номинировавшаяся на премию «Оскар» за фильм «Английский пациент».

## Биография
Кристин родилась в корнуолльском Редруте. Её мать, Дебора Херлбатт, выросла в Гонконге и Африке и изучала театральное искусство. Отец — лейтенант-коммандер Саймон Скотт Томас, пилот ВВС Великобритании. Он погиб в авиакатастрофе, когда Кристин было пять лет. Вторым мужем матери и отчимом Кристин стал тоже пилот — лейтенант-коммандер Саймон Идиенс, который через шесть лет тоже погиб в авиакатастрофе.
Детство Кристин прошло в Тренте, графство Дорсет. Она училась в частных школах: Челтнемском женском колледже и Сент-Энтони-Луистон в Шерборне (Дорсет). После окончания школы в 1978 году она переехала в лондонский Хэмпстед и работала в универмаге. Поступила в школу сценической речи и драматического искусства. После обучения она переехала в Париж, чтобы работая на полставки обучаться в Высшей национальной школе искусств и театра (ENSATT).
Когда Кристин было 25 лет, она прошла отбор на роль Мэри Шерон в фильме Принса «Под вишнёвой луной». Старт её карьеры не остался незамеченным, но был неудачным: в 1986 году Кристин Скотт Томас получила две номинации на премию «Золотая малина» в категориях «Худшая актриса второго плана» и «Худшая новая звезда».
После неудачного дебюта Скотт Томас сыграла роль Бренды Ласт в фильме «Пригоршня праха» по одноимённому роману Ивлина Во; за эту роль она получила премию газеты Evening Standard как «наиболее многообещающий новичок»
Затем последовали роль Жюли в французском фильме «Агент-смутьян», роль Мари во французско-шведской картине «Меридиан», роль Сабины в фильме «Холостяк» итальянского режиссёра Роберто Фаэнцы. В фильме «Горькая луна» Романа Полански она сыграла роль Фионы, став партнёршей Хью Гранта. И вместе с ним же она сыграла в фильме «Четыре свадьбы и одни похороны», за эту роль в 1994 году Cкотт Томас получила премию BAFTA.
В фильме «Незабываемое лето» Кристин Скотт Томас сыграла роль румынской девушки Марии-Терезы и ей пришлось говорить на румынском языке, она учила свои реплики на слух, ориентируясь на французский вариант сценария. Затем Скотт Томас сыграла королеву в экранизации шекспировской пьесы «Ричард III » и шпионку в американском блокбастере «Миссия невыполнима». Роль Мэтти Кромптон в экранизации популярного романа «Ангелы и насекомые» принесла ей ещё одну премию от газеты Evening Standard («За лучшую женскую роль») и номинацию на премию «Хлотрудис».
Прорывом в карьере стала роль Кэтрин в фильме «Английский пациент», которая была высоко оценена критиками и принесла номинации на премии «Оскар», BAFTA и «Золотой глобус».

### Театр
Скотт Томас была пять раз номинирована на премию Лоренса Оливье и получила её в 2008 году за роль Аркадиной в пьесе «Чайка».
Она сотрудничала с французским театром Théâtre Nanterre-Amandiers в Нантере, театрами Вест-Энда Playhouse Theatre, Аполло, Harold Pinter Theatre и  Ройал-Корт, нью-йоркским Walter Kerr Theatre, а также с лондонским Олд Вик. Участвовала в Авиньонском театральном фестивале (1984).

## Личная жизнь
С 1987 года Кристин была замужем за Франсуа Оливенном, французским специалистом по гинекологии и репродуктивной медицине. Они развелись в 2005 году. У них трое детей: Ханна (1988), Джозеф (1991) и Джордж (2000). Кристин живёт во Франции и говорит, что иногда чувствует себя больше француженкой, чем британкой.

## Фильмография
| Год       |   | Русское название               | Оригинальное название             | Роль                           |
| --------- | - | ------------------------------ | --------------------------------- | ------------------------------ |
| 1986      | ф | Под вишнёвой Луной             | Under the Cherry Moon             | Мэри Шэрон                     |
| 1987      | ф | Агент-смутьян (англ.)          | Agent trouble                     | Жюли                           |
| 1988      | ф | Пригоршня праха                | A Handful of Dust                 | Бренда Ласт                    |
| 1989      | ф | Форс мажор                     | Force majeure                     | Катя                           |
| 1990      | ф | Холостяк                       | Mio caro dottor Gräsler           | Сабина                         |
| 1992      | ф | Горькая луна                   | Bitter Moon                       | Фиона                          |
| 1993—1993 | с | Тело и душа                    | Body & Soul                       | сестра Габриэль/Анна           |
| 1994      | ф | Четыре свадьбы и одни похороны | Four Weddings and a Funeral       | Фиона                          |
| 1994      | ф | Незабываемое лето              | Un été inoubliable                | Мария-Тереза фон Дебреци       |
| 1995      | ф | Ричард III                     | Richard III                       | королева Анна Невилл           |
| 1995      | ф | Ангелы и насекомые             | Angels and Insects                | Мэтти Кромптон                 |
| 1996      | ф | Миссия невыполнима             | Mission Imposible                 | Сара Дэйвис                    |
| 1996      | ф | Английский пациент             | The English Patient               | Кэтрин Клифтон                 |
| 1996      | ф | Микрокосмос                    | Microcosmos: Le peuple de l'herbe | рассказчик                     |
| 1998      | ф | Заклинатель                    | The Horse Whisperer               | Энни Маклин                    |
| 1999      | ф | Паутина лжи                    | Random Hearts                     | Кэй Чэндлер                    |
| 2000      | ф | На вилле                       | Up at the Villa                   | Мэри Пантон                    |
| 2001      | ф | Госфорд-парк                   | Gosford Park                      | Сильвия Маккордл               |
| 2001      | ф | Жизнь как дом                  | Life as a House                   | Робин Кимбалл                  |
| 2003      | ф | Знаки страсти                  | Petites coupures                  | Беатрис                        |
| 2004      | ф | Арсен Люпен                    | Arsène Lupin                      | Жозефина, графиня де Калиостро |
| 2005      | ф | Молчи в тряпочку               | Keeping Mum                       | Глория Гудфеллоу               |
| 2005      | ф | Хромофобия                     | Chromophobia                      | Иона Эйлсбери                  |
| 2006      | ф | Дублёр                         | La Doublure                       | Кристин                        |
| 2006      | ф | Не говори никому               | Ne le dis à personne              | Хелен Перкинс                  |
| 2007      | ф | Эскорт для дам                 | The Walker                        | Линн Локнер                    |
| 2007      | ф | Золотой компас                 | The Golden Compass                | Стельмария (голос)             |
| 2008      | ф | Ещё одна из рода Болейн        | The Other Boleyn Girl             | леди Элизабет Болейн           |
| 2008      | ф | Лёгкое поведение               | Easy Virtue                       | Вероника Уиттекер              |
| 2008      | ф | Мы — легенды                   | Seuls Two                         | антиквар                       |
| 2008      | ф | Ларго Винч: Начало             | Largo Winch                       | Энн Фергюсон                   |
| 2008      | ф | Я так давно тебя люблю         | Il y a longtemps que je t’aime    | Жюльетт Фонтейн                |
| 2009      | ф | Шопоголик                      | Confessions of a Shopaholic       | Алетт Нэйлор                   |
| 2009      | ф | Влечение                       | Partir                            | Сюзанн                         |
| 2009      | ф | Стать Джоном Ленноном          | Nowhere Boy                       | Мими, тётя Джона Леннона       |
| 2010      | ф | Преступная любовь              | Crime d'amour                     | Кристин                        |
| 2010      | ф | В твоих руках                  | Contre Toi                        | Анна                           |
| 2010      | ф | Её зовут Сара                  | Elle s'appelait Sarah             | Julia Jarmond                  |
| 2011      | ф | Рыба моей мечты                | Salmon Fishing in the Yemen       | Патриция Максвелл              |
| 2011      | ф | Женщина из пятого округа       | La Femme du Vème                  | Маргит Кадар                   |
| 2012      | ф | Милый друг                     | Bel Ami                           | Виржини Руссе                  |
| 2012      | ф | В доме                         | Dans la maison                    | Жанне Жермен                   |
| 2013      | ф | Только Бог простит             | Only God Forgives                 | Кристал                        |
| 2013      | ф | У порога зимы                  | Avant l'hiver                     | Люси                           |
| 2014      | ф | Невидимая женщина              | The Invisible Woman               | Кэтрин Тёрнан                  |
| 2014      | ф | Моя старушка                   | My Old Lady                       | Хлои Жерар                     |
| 2015      | ф | Французская сюита              | Suite Française                   | мадам Анжелье                  |
| 2017      | ф | Тёмные времена                 | Darkest Hour                      | Клементина Черчилль            |
| 2018      | ф | Tomb Raider: Лара Крофт        | Tomb Raider                       | Ана Миллер                     |
| 2019      | ф | Жёны героев                    | Military Wives                    | Кейт                           |
| 2020      | ф | Ребекка                        | Rebecca                           | миссис Дэнверс                 |
| 2022      | с | Медленные лошади               | Slow Horses                       | Диана Тавернер, главная роль   |
| 2023      | ф | Она сказала «Да!»              | My Mother's Wedding               | Диана                          |

## Награды и номинации
Награды
- 1994 — Премия BAFTA в категории «лучшая женская роль второго плана» — «Четыре свадьбы и одни похороны»

Номинации
- 1986 — на премию «Золотая малина» в категориях «худшая актриса второго плана» и «худшая новая звезда» — Under The Cherry Moon
- 1997 — за роль в фильме «Английский пациент»:

 — на «Оскар» в категории «лучшая женская роль»;
 — на премию BAFTA в категории «лучшая женская роль»;
 — на премию «Золотой глобус» в категории «лучшая женская роль в драматическом фильме».
- 2009 — за роль в фильме «Я так давно тебя люблю»:

 — на премию BAFTA в категории «лучшая женская роль»;
 — на премию «Золотой глобус» в категории «лучшая женская роль в драматическом фильме».
- 2010

 — на премию BAFTA в категории «лучшая женская роль второго плана» в фильме «Стать Джоном Ленноном».
 — на премию «Сезар» в категории «лучшая актриса» в фильме «Влечение».
Государственные награды
- 2003 — Офицер Ордена Британской империи
- 2005 — Орден Почётного легиона
- 2015 — Дама-Командор Ордена Британской империи